# آنتونی آدامز
آنتونی آدامز (انگلیسی: Antoine Adams؛ ۳۱ اوت ۱۹۸۸) یک دونده اهل سنت کیتس و نویس است. از افتخارات وی میتوان وی می‌توان به کسب مدال برنز دو ۴×۱۰۰ متر امدادی در ۲۰۱۱ دئگو اشاره کرد.